# Сретенович, Сретен
Сре́тен Срете́нович (серб. Сретен Сретеновић / Sreten Sretenović; род. 12 января 1985, Чачак, Кралево) — сербский футболист, защитник.

## Карьера
Профессиональную карьеру начал в 2005 году в белградском клубе «Рад», в составе которого провёл 39 матчей и забил 2 мяча. 29 июня 2007 года перешёл в лиссабонскую «Бенфику», в которой, однако, из-за перестановок в руководстве клуба, не сыграл ни одного матча и очень скоро был отдан в аренду в польский клуб «Заглембе» из Любина, в составе которого выступал уже с сентября 2007 года, всего сыграл в 19 матчах команды. В июне 2008 года переехал в Румынию в клуб «Политехника (Тимишоара)».
В феврале 2009 года перешёл в «Кубань», с которой подписал трёхлетний контракт. 14 марта 2009 года Сретенович дебютировал за новый клуб в 1 туре чемпионата России в игре против казанского «Рубина», однако, в основном составе закрепиться не смог, сыграл за «Кубань» всего в 3-х играх, после чего, в июле 2009 года, был отдан в аренду любинскому клубу «Заглембе», в составе которого уже выступал ранее, в договоре между клубами обозначен пункт, по которому польский клуб имеет право первоочередного выкупа игрока. В сентябре, во встрече против варшавской «Легии», получил серьёзную травму колена, после чего Сретену в Белграде была сделана операция на мениске, в итоге выбыл из строя до января, проведя лишь 2 матча в чемпионате Польши. По завершении срока аренды вернулся в «Кубань», с которой 18 января отправился на первый зарубежный сбор. Однако попасть в основной состав Сретен не смог, и в итоге сыграл за «Кубань» в том сезоне лишь один раз в матче Кубка России.
12 июля было сообщено, что Сретенович перешёл в португальский клуб «Лейшойнш» из города Матозиньюш, в котором должен был выступать в течение одного сезона на правах аренды. За «Лейшойнш» сыграл только 1 раз — 28 августа в проигранном со счётом 1:2 выездном матче против клуба «Спортинг» из Ковильяна. В той встрече Сретен вышел в стартовом составе, однако на 66-й минуте был заменён. В ноябре появилась информация, что Сретенович договорился с руководством клуба о досрочном расторжении арендного контракта, после чего намерен вернуться в «Кубань», с которой в январе планирует начать подготовку к чемпионату. 12 января 2011 года было сообщено, что между Сретеном и «Кубанью» достигнуто обоюдное соглашение о расторжении договора.
После этого игрок продолжил карьеру в «Олимпии» из Любляны, в составе которой дебютировал 22 февраля.
15 марта было сообщено, что игрок обратился в профсоюз футболистов Словении с жалобой на действия «Кубани». По его словам, 3 января к нему зашёл спортивный директор «Кубани» Сергей Доронченко и двое мужчин крепкого телосложения. Далее они стали угрожать Сретену, требуя, чтобы он отказался от действующего контракт и заплатил клубу 60 тыс. € в качестве компенсации. Футболисту, по его словам, стало очень страшно, и поэтому он сделал то, что от него требовали. По словам же генерального директора «Кубани» Сурена Мкртчяна, Сретенович наоборот остался вполне доволен условиями расторжения, и даже обнял и долго благодарил функционера за понимание. Кроме того, по словам Мкртчяна, футболист благодарил за внимание, гибкость и понимание ситуации обвиняемого им теперь Доронченко, который работал с игроком больше всех, поскольку в своё время был инициатором и взял на себя ответственность за трансфер так в итоге и не заигравшего Сретеновича.
Примечательно, что ранее в этот же день с аналогичной жалобой в ФИФА, УЕФА и РФС обратился другой бывший игрок «Кубани» — Никола Никезич, интересы которого представляет агент Сретена — гражданин Боснии и Герцеговины Никола Йокишич.
23 марта появилась информация, что Сретенович достиг договорённости с «Кубанью» о том, что он больше не должен клубу 60 тысяч евро. В этот же день стало известно, что «Кубань» согласна выплатить другом фигуранту сканада — Николе Никезичу — 256 тысяч долларов, признав незаконным первое расторжение контракта.